# Izoschizomery
Izoschizomery (gr. σχίζω, skhízō – rozdzierać, ciąć + izomer) to enzymy restrykcyjne rozpoznające tę samą sekwencję DNA.
Swoimi izoschizomerami są na przykład enzymy SphI, rozpoznający i tnący sekwencję 5'-CGTAC▼G-3' i BbuI, także rozpoznający i tnący 5'-CGTAC▼G-3'. Zwykle pierwszy poznany enzym rozpoznający i trawiący daną sekwencję jest prototypem rodziny, a każdy następny uważany jest za jego izoschizomer. Izoschizomery są zazwyczaj izolowane z różnych szczepów bakterii, w związku z czym mogą wymagać różnych warunków reakcji.
Z kolei enzymy, który rozpoznaje tę sama sekwencję, ale tną ją w różnych miejscach, zwane są neoschizomerami. Neoschizomery są specyficznym podtypem izoschizomerów.
Przykładem neoschizomerów są enzymy SmaI, rozpoznający i tnący sekwencję 5'-GGG▼CCC-3' i XmaI, rozpoznający tę samą sekwencję, ale tnący ją w innym miejscu - 5'-G▼GGCCC-3'.